# كوا حمراء الجبهة
كوا حمراء الجبهة (الاسم العلمي: Coua reynaudii) (بالإنجليزية: Red-fronted Coua)‏ هي نوع من الطيور يتبع جنس الكوا من الفصيلة الواقواقية.